# Thelypodiopsis elegans
Thelypodiopsis elegans là một loài thực vật có hoa trong họ Cải. Loài này được (M.E. Jones) Rydb. miêu tả khoa học đầu tiên năm 1907.